# Neomyia rhingiaeformis
Neomyia rhingiaeformis är en tvåvingeart som först beskrevs av Villeneuve 1914.  Neomyia rhingiaeformis ingår i släktet Neomyia och familjen husflugor. Inga underarter finns listade i Catalogue of Life.